# 董為
董為（16世紀—17世紀），字中隣、又字峚嶠，號元圃，四川瀘州合江縣人，明朝政治人物。

## 生平
董為與兄長董翼同中萬曆三十四年（1606年）丙午科舉人，天啟年間授內鄉知縣，為政平允，勤奮課士，在當地設立文昌閣、興建漏澤園；之後陞任戶部主事、苑馬寺卿，討伐平涼流賊有功，回鄉後曾為代縣民捐輸門堂銀兩，得人尊重。

## 家族
兄董翼，萬曆三十八年進士。

## 引用
1. 1 2  嘉慶《合江縣志·卷三十八·人物志》：董為 字中隣，號元圃，與兄翼同中萬曆丙午舉人，授按河南內鄉令，陞戶部主事，歷官苑馬寺卿，討平涼賊有功，寵眷優渥，曾為本邑代輸門堂銀兩，里入德之。
2. ↑  康熙《內鄉縣志·卷六·職官志》：董為，字峚嶠，四川人，舉人，天啟年知內鄉縣，平允撫民，課士不怠，修文昌閣、置漏澤園，歷官苑馬寺卿。